# Mystrium rogeri
Mystrium rogeri es una especie de hormiga del género Mystrium, familia Formicidae. Fue descrita científicamente por Forel en 1899.
Se distribuye por Comoras y Madagascar. Se ha encontrado a elevaciones de hasta 1400 metros. Vive en microhábitats como rocas, piedras, troncos podridos, la hojarasca, vegetación baja y forraje.